# Conophorus rossicus
Conophorus rossicus är en tvåvingeart som beskrevs av Paramonov 1929. Conophorus rossicus ingår i släktet Conophorus och familjen svävflugor. Inga underarter finns listade i Catalogue of Life.